# Elisenhof
Elisenhof var en værftbebyggelse i vikingetiden vest for Tønning på halvøen Ejdersted i Sydslesvig. Bopladsen var beboet af friserne og opstod i 700-tallet på en cirka 2 meter høj værft ved en lille pril tæt ved Ejderen. Bopladsen var på denne måde beskyttet mod højvandet og oversvømmelse. Senere bredte bebyggelsen sig også mod prilen, der blev fyldt op med affald fra bopladsen. Bopladsen var en af de første frisiske bebyggelser ved Jyllands sydvestlige kyst.
Ved udgravninger i årene 1957 til 1964 fandt arkæologerne blandt andet læderrester, keramikkar, metalliske våben og værktøj samt fragmenter af dyreknogler. Også en kam med en kort runeindskrift blev udgravet. Kammen blev dateret til 900-tallet. Runerne på kammen er såkaldte kortkvistruner. De udgravede langhuse var op til 32 meter lange og husede både mennesker og dyr. En fundet smørkværn antyder, at mælkeprodukter har haft en større betydning.
Den vikingetidige bebyggelse er opkaldt efter en nærliggende gård.
Af vikingetidens haveplanter ved Elisenhof er identificeret hestebønne, skvalderkål, gulerod, selleri, bulmeurt og humle.